# Maria (żona Bolesława Kędzierzawego)
Maria (zm. po 1167) – druga żona księcia Bolesława Kędzierzawego. O jej pochodzeniu nic bliżej nie wiadomo. Według Jana Długosza była księżniczką ruską, córką księcia Rościsława I Mścisłowicza z nieznanej z imienia matki. Jej ruskie pochodzenie jest prawdopodobne, ale niepotwierdzone w źródłach współczesnych, zaś filiacja podana przez Długosza jest z pewnością błędna.
Wyszła za Bolesława przed 31 grudnia 1167, najprawdopodobniej w połowie lat 60. XII wieku. Maria była drugą żoną księcia. Pierwszą była zmarła 15 marca przed 1167 Wierzchosława Nowogrodzka. O życiu księżnej Marii nic nie wiemy, znany jest tylko jeden  dokument na którym widnieje jej imię z datą 31 grudnia 1167, dotyczący zamiany dwóch wsi z biskupem krakowskim Gedką. Nic nie wiadomo o jej ewentualnych dzieciach, hipoteza, jakoby była matką Leszka Bolesławowica okazała się błędna. Nie jest też znana data śmierci Marii ani miejsce pochówku. Według Jana Długosza Maria przeżyła męża, zmarłego 5 stycznia 1173. Jednakże brak w zasadzie jakichkolwiek źródeł o niej sugeruje, że jej małżeństwo z Bolesławem IV trwało bardzo krótko i zakończyło się jej przedwczesną śmiercią. Wiadomo, że wzmiankowana w zapisce z 31 grudnia 1167 zamiana dóbr finalnie nie doszła do skutku, co może wskazywać, że zmarła już na początku 1168. Przypuszcza się, że pochowano ją w katedrze płockiej.